# The Love Boat
The Love Boat, El crucero del amor (en Hispanoamérica), El bote del amor (en Venezuela) o Vacaciones en el mar (en España) es una serie de televisión estadounidense que se emitió en la cadena ABC entre los años 1977 y 1986. Estaba ambientada en un barco que realizaba cruceros de lujo por diferentes lugares del mundo. Es básicamente una comedia de situación con toques románticos, de tono amable y pensada para un público familiar.

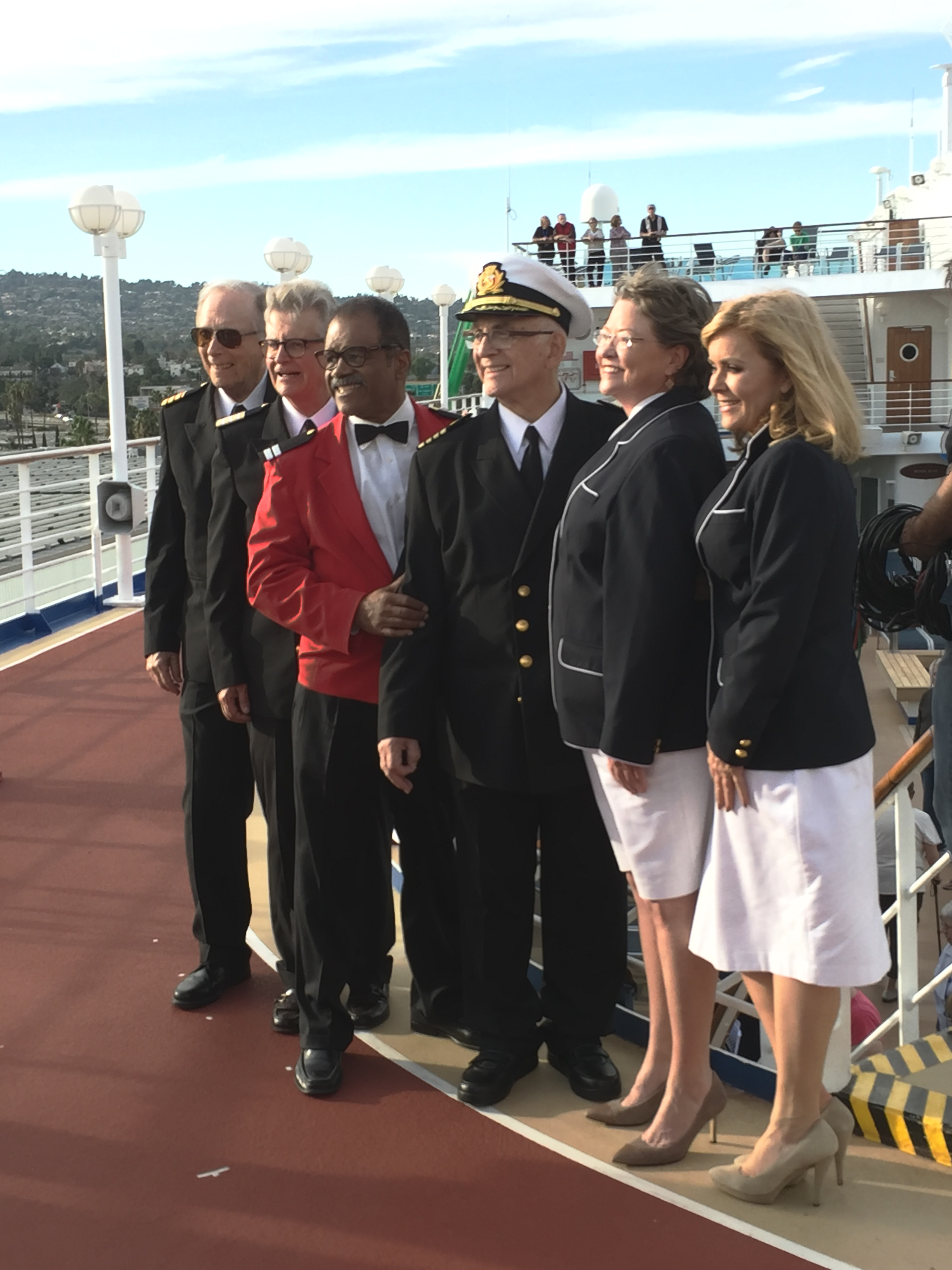
Los actores en 2015: Kopell, Grandy, Lange, MacLeod, Tewes y Whelan.

## La serie
La mayoría de los episodios se desarrollaban a bordo del barco The Pacific Princess; otros barcos utilizados para ambientar la serie a lo largo del tiempo fueron el Royal Princess (para cruceros en el Caribe), el Stella Solaris (para cruceros en el Mar Mediterráneo), el Pearl of Scandinavia (para cruceros en los mares de China), o el Royal Viking Sky (para cruceros por Europa).
Los personajes fijos de la serie eran los miembros de la tripulación, y entre ellos se destacaban el capitán del barco Merrill Stubing (interpretado por el actor Gavin MacLeod), la directora del crucero Julie McCoy (Lauren Tewes), el barman Isaac Washington (Ted Lange), la hija del capitán Vicky Stubing (Jill Whelan), el doctor Adam Bricker (Bernie Kopell) o el sobrecargo Burl Gopher Smith (Fred Grandy). Estos personajes fijos tenían roles y caracteres bien definidos.
Luego estaban los pasajeros del barco, que eran diferentes en cada episodio y en muchos casos estaban interpretados por estrellas invitadas muy famosas; unas eran viejas glorias del antiguo Hollywood; y otros, jóvenes actores que luego serían populares o algunos estrellas consagradas en el futuro. Se puede citar entre los más conocidos a Tom Hanks, Ursula Andress, Robert Vaughn, Joan Collins, Leslie Nielsen, Anne Baxter, Don Ameche, Kathy Bates, Gene Kelly, Cyd Charisse, Jamie Lee Curtis, Richard Dean Anderson, Samantha Eggar, Lloyd Bridges, Meredith Baxter, Lorne Greene, Shelley Long, Lee Majors, Rhonda Fleming, Michael J. Fox, Britt Ekland, Tim Robbins, Zsa Zsa Gabor, Lillian Gish, Mickey Rooney, Tori Spelling, John Ritter, Pam Grier, George Kennedy, Diane Ladd, Bill Bixby, David Hasselhoff, Eva Marie Saint, Martin Short, Lynn Redgrave, Ray Walston, Susannah York, Robert Urich, Julie Newmar, Patrick Duffy, Eleanor Parker, Vincent Price, Debbie Reynolds, Darren McGavin, Suzanne Somers, Morgan Brittany, Roddy McDowall, Courteney Cox, Linda Evans, Anthony Franciosa, Lana Turner, José Ferrer, Gina Lollobrigida, Ray Milland, y Shelley Winters; además también estuvieron artistas como Andy Warhol, músicos como Cab Calloway, Frankie Avalon, Janet Jackson y Paul Williams o grupos como The Temptations, Menudo o Village People. Como curiosidad, el popular humorista español, Chiquito de la Calzada, apareció en un capítulo interpretando el papel de cantante ambulante de flamenco que, casualmente, era su profesión en aquel año 1985, mucho antes de ser famoso por contar chistes.
En cada capítulo de la serie se iban contando de forma paralela varias historias particulares que afectaban tanto a los pasajeros como a la tripulación y las relaciones entre unos y otros, alternando romances, enredos, picarescas, anécdotas, etc.
El tono general de la serie era ligero, divertido y cómico, con un aire naif, festivo y exótico, sin que hubiera situaciones de excesiva tensión o gravedad. Las tramas se ambientaban tanto en el propio barco, como en los diferentes lugares donde atracaban, y se procuraba ofrecer atractivas vistas de esos lugares.

## Actores y personajes
| Actor         | Personaje                          |
| ------------- | ---------------------------------- |
| Gavin MacLeod | Capitán Merrill Stubing            |
| Bernie Kopell | Doctor Adam Bricker                |
| Fred Grandy   | Burl Gopher Smith                  |
| Ted Lange     | Barman Isaac Washington            |
| Lauren Tewes  | Directora Julie McCoy (1977-1984)  |
| Jill Whelan   | Vicki Stubing (1979-1986)          |
| Pat Klous     | Judy McCoy (1984-1986)             |
| Ted McGinley  | Ashley Covington Evans (1984-1986) |
| Marion Ross   | Emily Hayward Stubing (1986)       |

## Otros detalles
- Directores: Los capítulos estuvieron dirigidos por muchos directores diferentes, aunque el que más dirigió fue John B. Moranville.
- Tema musical: Charles Fox y Paul Williams.
- La idea de la serie está basada en la novela The Love Boats de Jeraldine Saunders. A su vez Jeraldine se basó en sus experiencias como anfitriona en cruceros de lujo.
- El tema musical de la serie se hizo bastante popular, era obra de Charles Fox y Paul Williams, y estaba cantado por Jack Jones. En la última temporada se utilizó la misma canción pero en una versión cantada por Dionne Warwick.
- Tras la cancelación de la serie, en 1990 se hizo una TV-movie titulada The Love Boat: A Valentine Voyage.
- Entre 1998 y 1999, se emitió una especie de nueva versión de la serie, titulada The Love Boat: The Next Wave, y que estaba protagonizada por actores totalmente diferentes a la serie original, siendo el protagonista Robert Urich como el capitán Jim Kennedy. Algunos actores de la serie original aparecieron de estrellas invitadas en algunos capítulos. Se rodaron 25 capítulos.